# Elezioni parlamentari in Slovacchia del 2006
Le elezioni parlamentari in Slovacchia del 2006 si tennero il 17 giugno per il rinnovo del Consiglio nazionale. In seguito all'esito elettorale, Robert Fico, espressione di Direzione - Socialdemocrazia, divenne Presidente del Governo.

## Risultati
| Liste                                                         | Voti      | %     | Seggi |
| ------------------------------------------------------------- | --------- | ----- | ----- |
| Direzione - Socialdemocrazia                                  | 671 185   | 29,14 | 50    |
| Unione Democratica e Cristiana Slovacca - Partito Democratico | 422 815   | 18,36 | 31    |
| Partito Nazionale Slovacco                                    | 270 230   | 11,73 | 20    |
| Partito della Coalizione Ungherese                            | 269 111   | 11,68 | 20    |
| Partito Popolare - Movimento per una Slovacchia Democratica   | 202 540   | 8,79  | 15    |
| Movimento Cristiano-Democratico                               | 191 443   | 8,31  | 14    |
| Partito Comunista di Slovacchia                               | 89 418    | 3,88  | –     |
| Forum Libero                                                  | 79 963    | 3,47  | –     |
| Alleanza del Nuovo Cittadino                                  | 32 775    | 1,42  | –     |
| Movimento per la Democrazia                                   | 14 728    | 0,64  | –     |
| Speranza                                                      | 14 595    | 0,63  | –     |
| Blocco di Sinistra                                            | 9 174     | 0,40  | –     |
| Raggruppamento degli Operai di Slovacchia                     | 6 864     | 0,30  | –     |
| Partito Conservatore Civico                                   | 6 262     | 0,27  | –     |
| Coalizione Nazionale Slovacca - Reciprocità                   | 4 016     | 0,17  | –     |
| Partito Popolare Slovacco                                     | 3 815     | 0,17  | –     |
| Partito Agrario della Campagna                                | 3 160     | 0,14  | –     |
| Prosperità di Slovacchia                                      | 3 118     | 0,14  | –     |
| Partito della Sinistra Democratica                            | 2 906     | 0,13  | –     |
| Missione 21 - Nuova Democrazia Cristiana                      | 2 523     | 0,11  | –     |
| Partito di Solidarietà Civica                                 | 2 498     | 0,11  | –     |
| Totale                                                        | 2 303 139 | 100   | 150   |